# Diodora fluviana
Diodora fluviana är en snäckart som först beskrevs av Dall 1889.  Diodora fluviana ingår i släktet Diodora och familjen nyckelhålssnäckor. Inga underarter finns listade i Catalogue of Life.